# أسود ميديشي

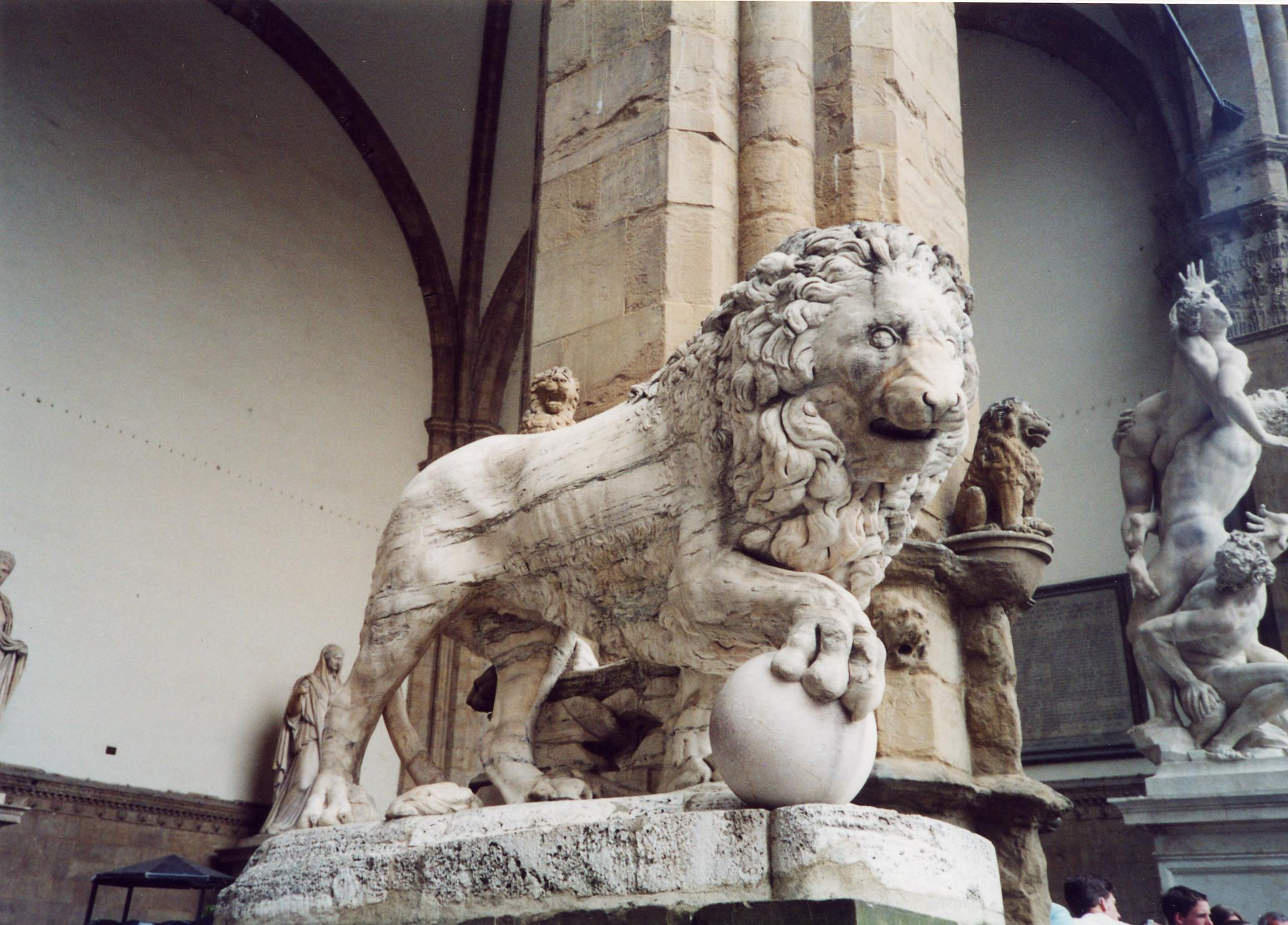
أسد فانسيلي القديم

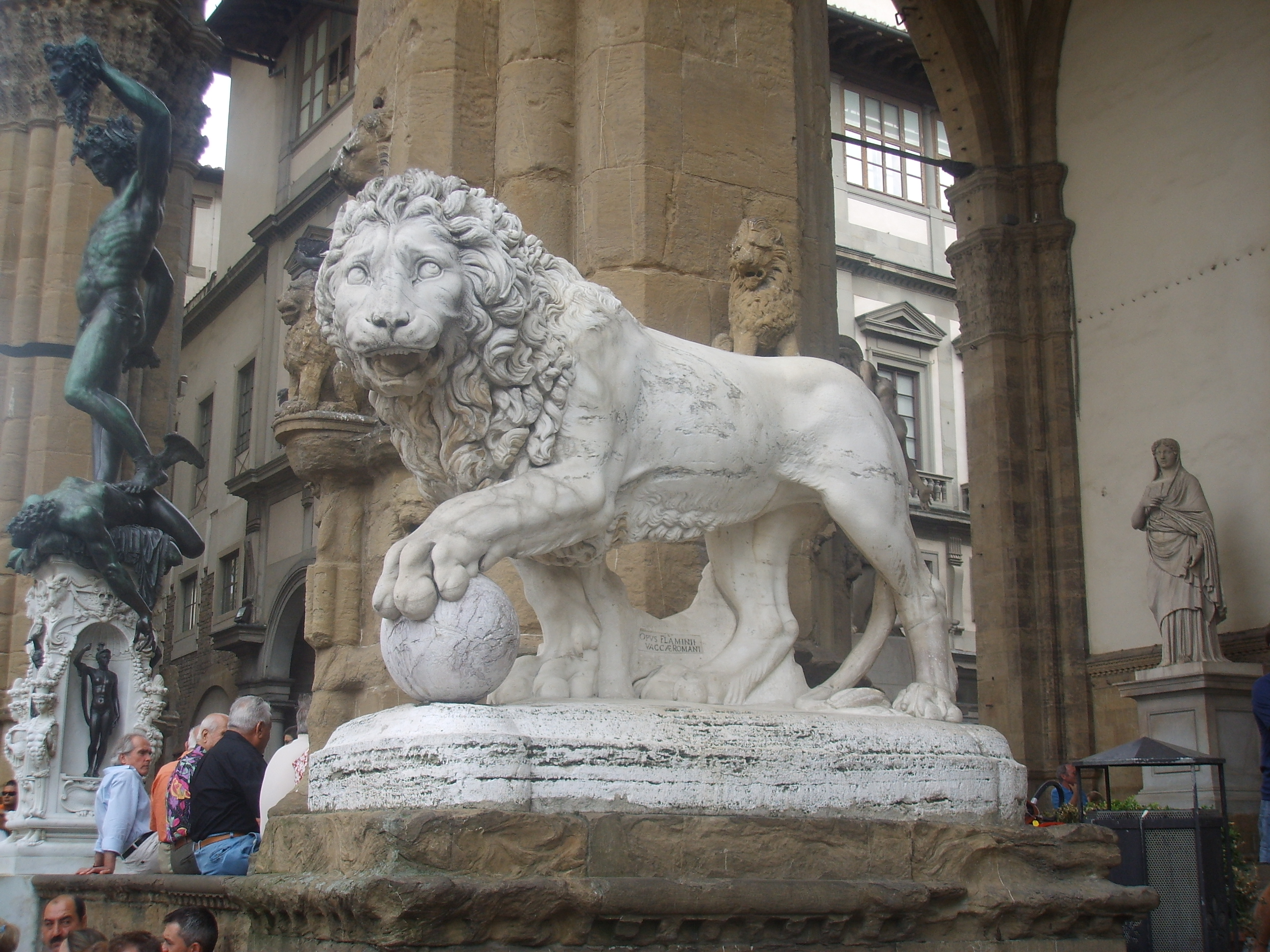
أسد فاكا

أسود ميديشي Medici lions عبارة عن زوج من المنحوتات الرخامية للأسود: أحدهما روماني، يعود تاريخه إلى القرن الثاني الميلادي، والآخر عبارة عن قلادة من القرن السادس عشر. بحلول عام 1598 تم وضعهما في فيلا ميديشي بروما. منذ عام 1789 تم عرضها في Loggia dei Lanzi في فلورنسا. تصور المنحوتات أسود ذكور واقفة تحمل كرة أو كرة تحت أحد مخالبها، وتنظر إلى الجانب.
تم عمل تماثيل من أسود ميديتشي وتم تركيبها في أكثر من 30 موق آخر، كما تم عمل إصدارات أصغر باستخدام مجموعة متنوعة من الوسائط. أصبح أسد ميديشي مصطلحًا لهذا النوع النحتي.

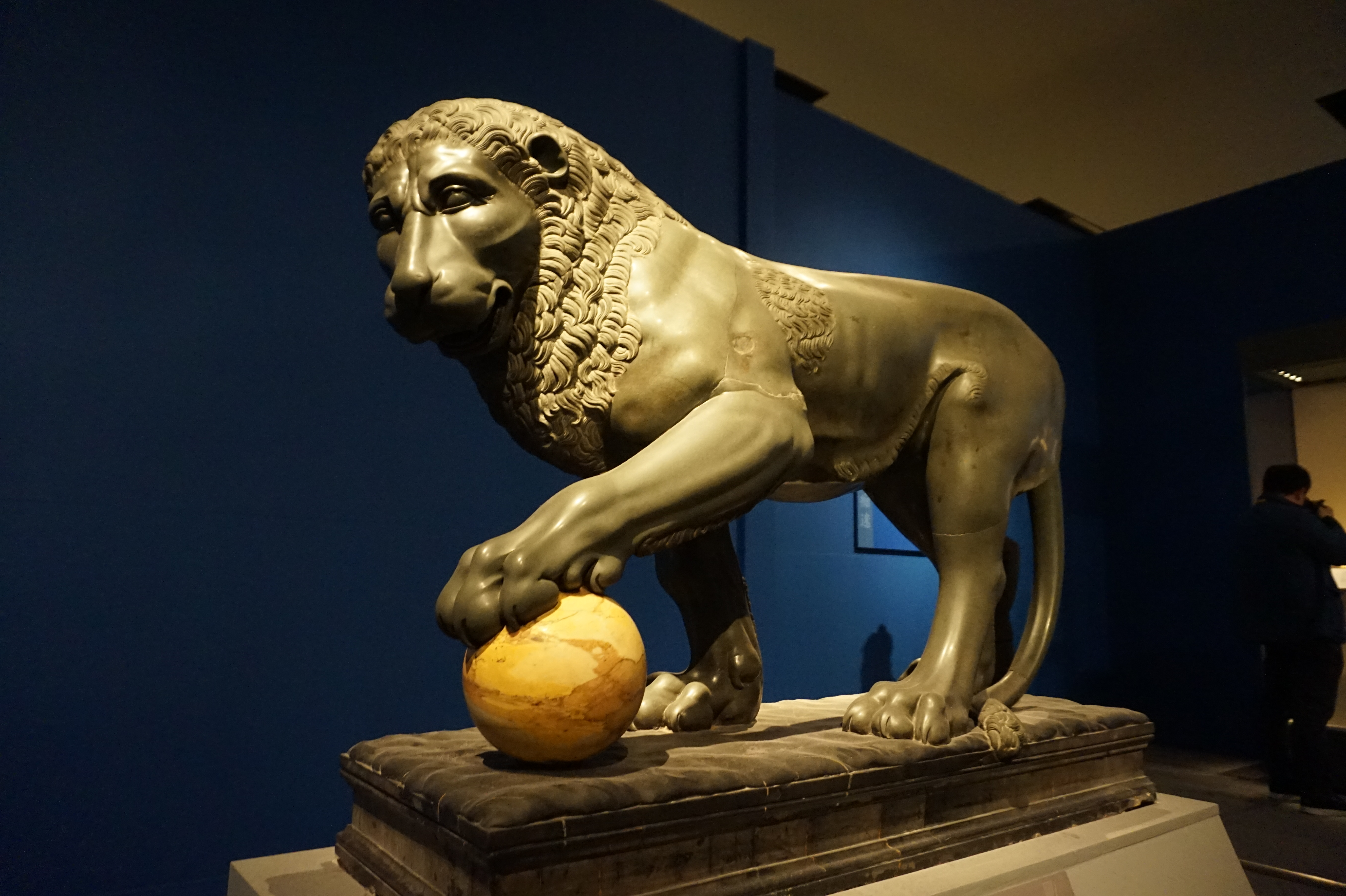
الأسد الألباني، وهو تمثال قديم مشابه، موجود الآن في متحف اللوفر

يوجد تمثال أسد روماني مماثل، يعود تاريخه إلى القرن الأول، يُعرف باسم الأسد الألباني، وهو موجود الآن في متحف اللوفر. هنا، الحجر المستخدم للكرة يختلف عن جسم البازلت. قد يكون كلاهما مشتقًا من العصر الهلنستي

## تاريخه
كان فرديناندو الأول دي ميديشي، دوق توسكانا الأكبر، الذي استحوذ على فيلا ميديشي في عام 1576، في حاجة إلى زوج من الأسود ليكون بمثابة زينة مهيبة لدرج حديقة الفيلا، لوجيا دي ليوني. يعود أصل الأسد الأول إلى رخام من القرن الثاني تم ذكره لأول مرة في عام 1594، بواسطة النحات فلامينيو فاكا، وفي ذلك الوقت كان موجود بالفعل في مجموعة فرديناندو؛ أفاد فاكا أنه تم العثور عليه في طريق برينيستينا، خارج بورتا سان لورينزو. وفقًا لفاكا، كان الأسد عبارة عن نقش بارز، تم نحته منفصلاً عن خلفيته وأعيد صياغته بواسطة "جيوفاني سيارانو" أو جيوفاني دي شيرانو فانسيلي، والذي لا يُعرف عنه سوى القليل الآن.
تم صنع الثاني وتوقيعه بواسطة فاكا، أيضًا من الرخام، كقلادة للنحت القديم في تاريخ تم الإبلاغ عنه بشكل مختلف بين عامي 1594 و1598  أو بين عامي 1570 و1590. كان الزوجان في مكانهما في لوجيا دي ليوني في عام 1598 كانت القلادة مصنوعة من تاج جاء من معبد جوبيتر أوبتيموس ماكسيموس.

ورث آل لورين فيلا ميديشي عام 1737، وفي عام 1787 تم نقل الأسود إلى فلورنسا، ومنذ عام 1789 أصبحت الأسود تحيط بالدرجات المؤدية إلى لوجيا دي لانزي في ساحة ديلا سيجنوريا. تم استبدال المنحوتات بنسخ في فيلا ميديشي عندما نقل نابليون الأكاديمية الفرنسية في روما إلى الفيلا عام 1803. تم عمل هذه النسخ بواسطة النحات الفرنسي أوغستين باجو.

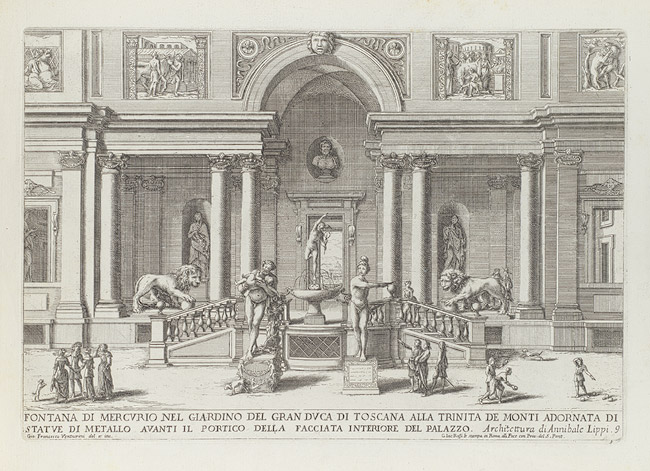
أسود ميديشي الأصلية في فيلا ميديشي ( جيوفاني فرانشيسكو فنتوريني 1691)
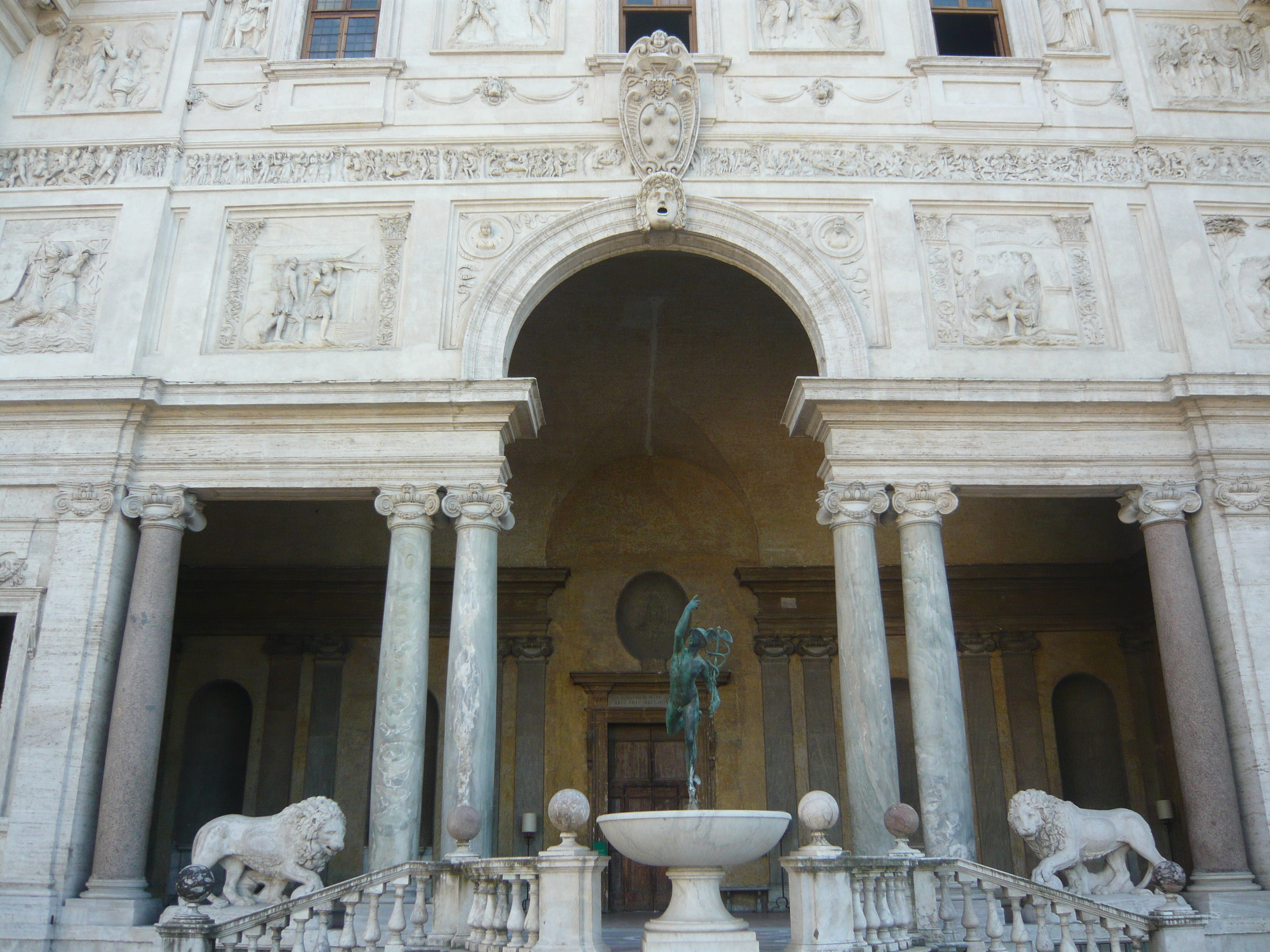
أسود ميديشي الحالية في فيلا ميديشي في روما
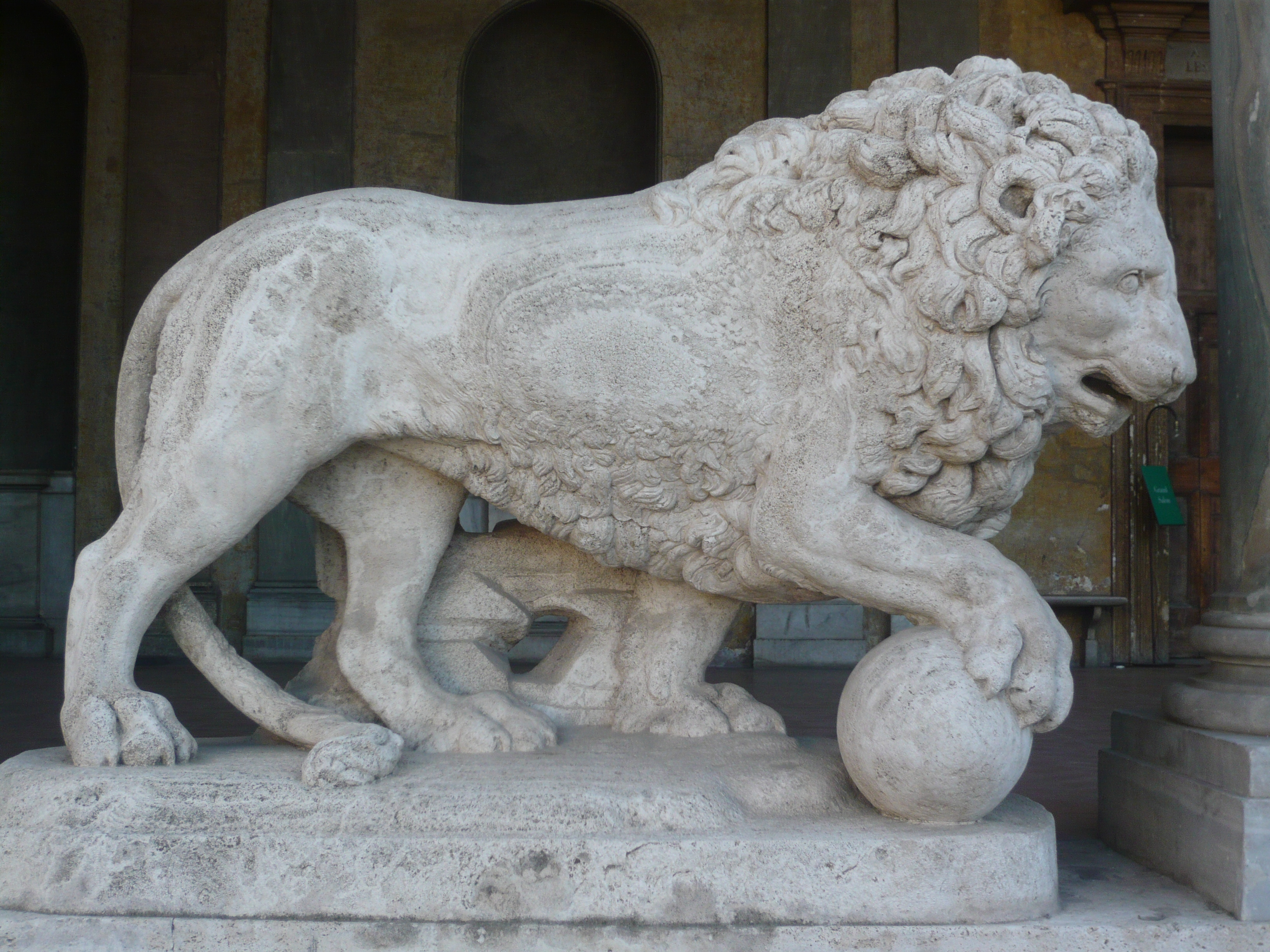
أسد ميديشي لأوغستين باجو في فيلا ميديشي
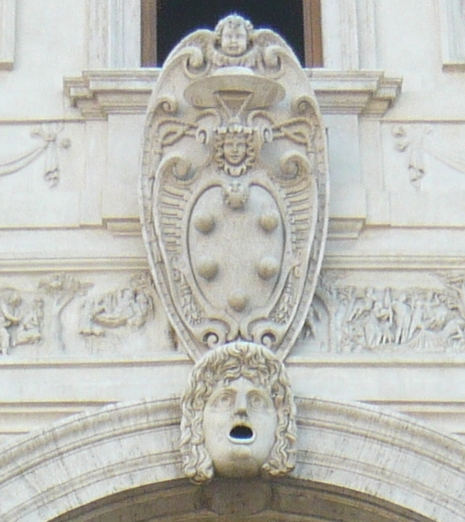
شعار النبالة لعائلة ميديشي مع خمس كرات، فوق لوجيا دي ليوني

## النسخ

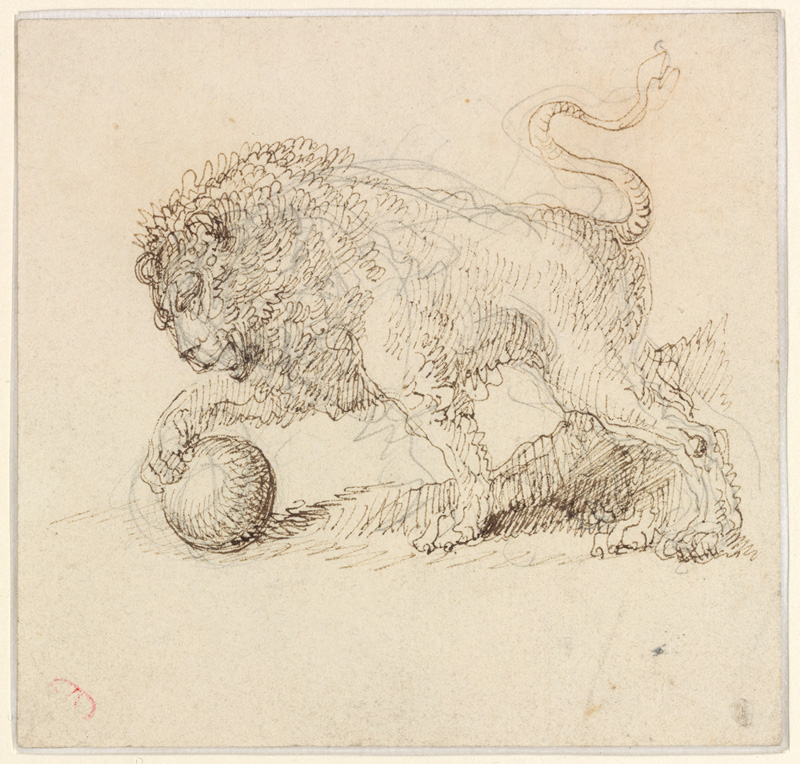
دراسة لأحد أسود ميديشي بقلم جوزيبي برناردينو بايسون (1762-1844)

توجد أسود ميديشي الأصلية (1598) منذ عام 1789 في لوجيا دي لانزي، ساحة ديلا سيجنوريا، فلورنسا. هناك تمثال برونزي أصغر حجمًا ذو مظهر يساري يُنسب إلى النحات الإيطالي بييترو دا بارغا  ويعود إلى نفس الفترة. تتضمن النسخ أو النسخ اللاحقة (مرتبة حسب السنة الأولى):

### إسبانيا
- اثنا عشر منحوتة من البرونز من تصميم ماتيو بونوتشيلي دا لوكا، كلف بها فيلاسكيز في روما لغرفة المرايا في القصر الملكي في مدريد (1651):
  - أربع منحوتات موجودة الآن في قاعة العرش throne room[es] في القصر الملكي في مدريد (منذ عام 1764).[11]
  - ثماني منحوتات موجودة الآن في متحف برادو، أربعة منها تدعم سطح طاولة رودريجو كالديرون.[11][12]
- منحوتات من رخام كولمينار في حدائق مونتفورتي Montforte Gardens[es]، فالنسيا من تصميم خوسيه بيلفر (حوالي عام 1860).[13][14]
- منحوتات من الرخام في حديقة كاناليخاس Canalejas Park[es]، أليكانتي (حديقة أنشئت عام 1886

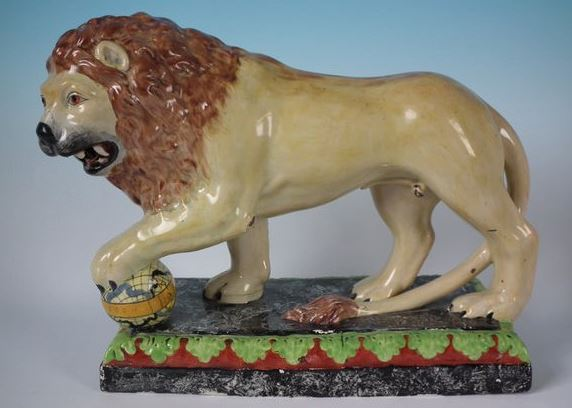
تمثال ستافوردشاير لأسد ميديشي، مينا على فخار مطلي بالرصاص، حوالي عام 1820.

### السويد
- نحت من البرونز في مبنى الأكاديمية الملكية السويدية للفنون، ستوكهولم (قبل عام 1735؟).[15]
- نحت من البرونز في المعهد الملكي للفنون، ستوكهولم (1995).
- نحت من البرونز في ناكا، ستوكهولم (1996).[16][17]

### بريطانيا
- منحوتات من الرصاص في ستو هاوس  [لغات أخرى]‏ منسوبة إلى جون تشير (حوالي 1755-779). وُضعت سابقًا في Stanley Park (1927-2013).[18][19]
- منحوتة في حديقة كيدليستون هول، نحتها جوزيف ويلتون (حوالي 1760-1770).[20][21]
- تم العثور على نسختين من الحجر الاصطناعي في حديقة أوزبورن هاوس (1845-1851)، جزيرة وايت.[22]
- منحوتات في ستانلي بارك، بلاكبول (2013).[ا]

### روسيا وأوكرانيا

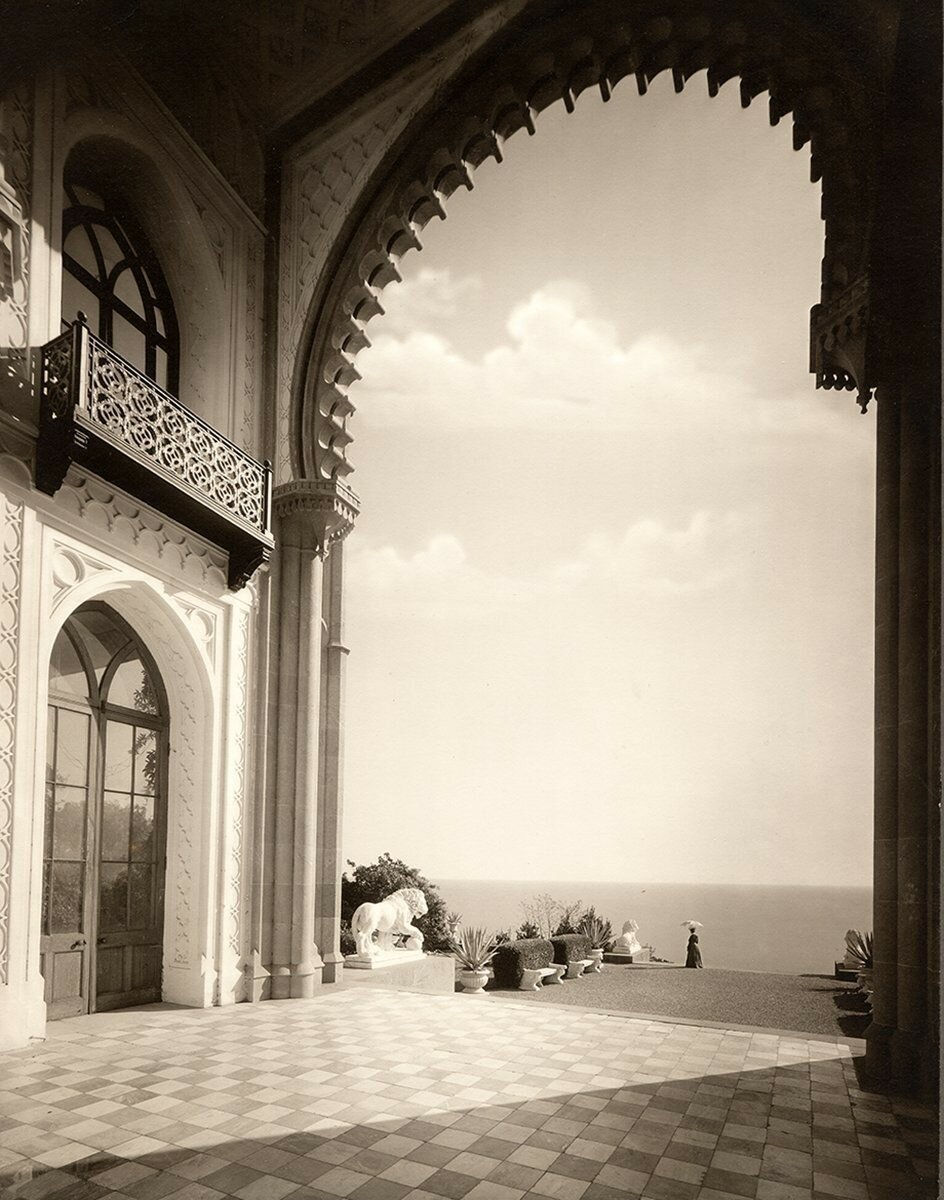
أحد أسود ميديشي في قصر فورونتسوف، شبه جزيرة القرم، حوالي عام 1900

### إيطاليا
- منحوتات من الرخام لأوغستين باجو [الإنجليزية] في فيلا ميديشي (1803).[24]

### ألمانيا
- أربع نسخ مصغرة تحيط بالأكاديمية أو لوفينبرونين في حديقة القصر (1807-1811)، شتوتغارت.
- نسختان مذهبتان كجزء من نافورة الأسد أمام قصر جلينيكي [الإنجليزية] (1824-1826)، برلين.
- تماثيل عند مدخل قصر مونريبوس، لودفيغسبورغ (من أصل غير معروف)[بحاجة لمصدر أفضل][25]

### كوبا
- نسختان خارج كاتدرائية دي لا بوريسما كونسبسيون في سينفويغوس (التي بنيت في 1833-1869).

### الولايات المتحدة

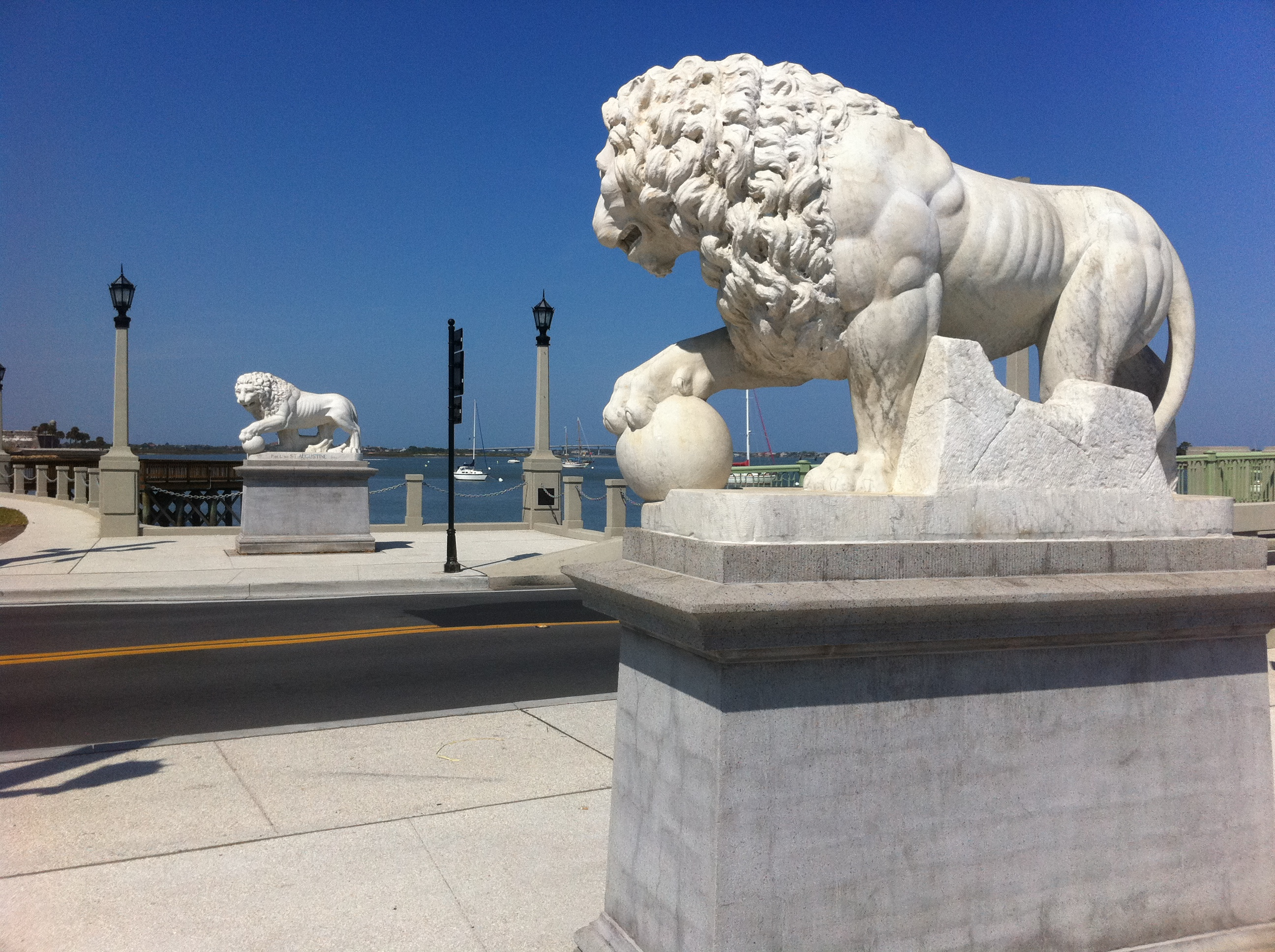
الأسود التي أعيد تركيبها حديثًا في الطرف الغربي لجسر الأسود، في سانت أوغسطين، فلوريدا. تم التبرع به من قبل أندرو أندرسون

- الأسود الفلورنسية المصنوعة من الحديد الزهر في حديقة فيرمونت، فيلادلفيا (صُنعت عام 1849 في مصنع ألكسندروفسكي هيد للميكانيكا، سانت بطرسبرغ، روسيا، لصالح أندرو م. إيستويك، وعُرضت في الأصل في حديقة بارترام، 1851-1879، وتم تركيبها في غرب حديقة فيرمونت عام 1887).[26]
- أسود ميديشي، في متحف كلية بودوين للفنون، كلية بودوين، مين. [ب]
- منحوتات حجرية، ميك وماك، في قاعة ماكميكين، جامعة سينسيناتي، أوهايو (هناك منذ عام 1904). [ج]
- زوج الأسود على الطرف الغربي من جسر الأسود الذي يحمل نفس الاسم في سانت أوغسطين، فلوريدا (تم بناؤه في الفترة من 1925 إلى 1927، وأعيد بناؤه في الفترة من 2011 إلى 2012).[30]
- تمثال من الحجر الجيري في متحف الفنون الخارجية، كولورادو (تأسس عام 1981).[31]

### استونيا

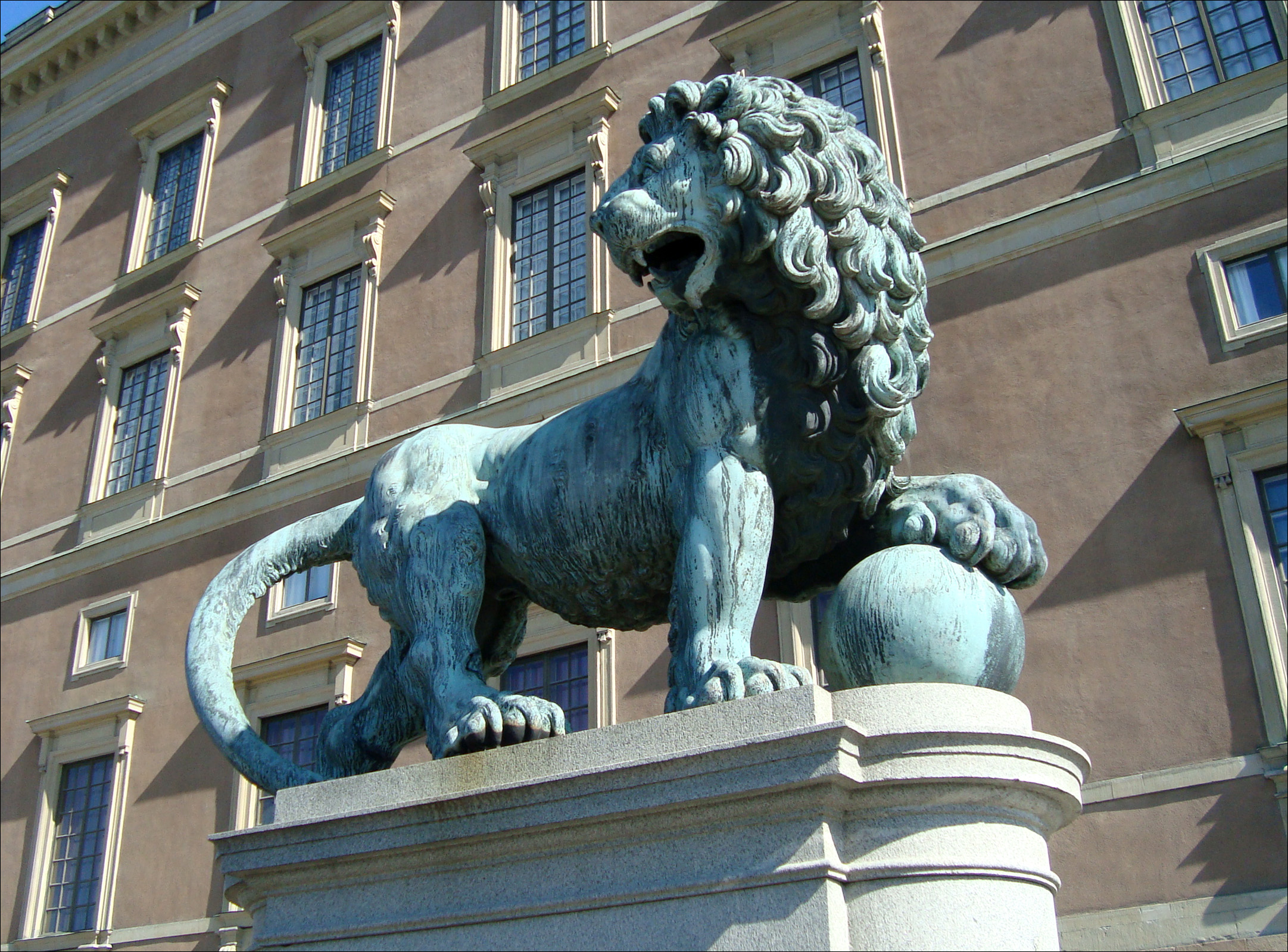
Slottslejonen في القصر الملكي، ستوكهولم

- Slottslejonen في القصر الملكي، ستوكهولمالأسد السويدي المصنوع من البرونز في نارفا بإستونيا. تم تشييد نسخة من أحد تماثيل Slottslejonen لأول مرة في عام 1936 ولكنها دمرت في عام 1944 أثناء الاحتلال الألماني. أعيد تشييد نسخة مصغرة من أسد ميديشي في الأكاديمية الملكية السويدية للفنون عام 2000.

### ليتوانيا
- منحوتات أسود من البرونز على درج متحف فيتوتاس للحرب العظمى  [لغات أخرى]‏ في كاوناس، ليتوانيا[د]

### فرنسا
- عدة منحوتات في منتزه سان كلو  [لغات أخرى]‏ [33] وفي أعالي السين وParc de Saint-Cloud، باريس (من أصل غير معروف).[34]

### هنغاريا
- تماثيل في بيترفاسارا، المجر (من أصل غير معروف)[بحاجة لمصدر أفضل][35]

## في الثقافة الشعبية
ظهرت أسود ميديشي، غالبًا بحجم أصغر وأحيانًا بشكل غير متزامن، في أفلام بما في ذلك طاعون فلورنسا (1919)، والدرع الأسود لفالوورث (1954)، وحدث في روما (1957)، والأب الروحي (1972، في حديقة ملكية عائلة كورليوني )، وتاريخ العالم، الجزء الأول (1981)، والحفل الموسيقي (2009)، والعديد من الأفلام الأخرى.

## معرض الصور

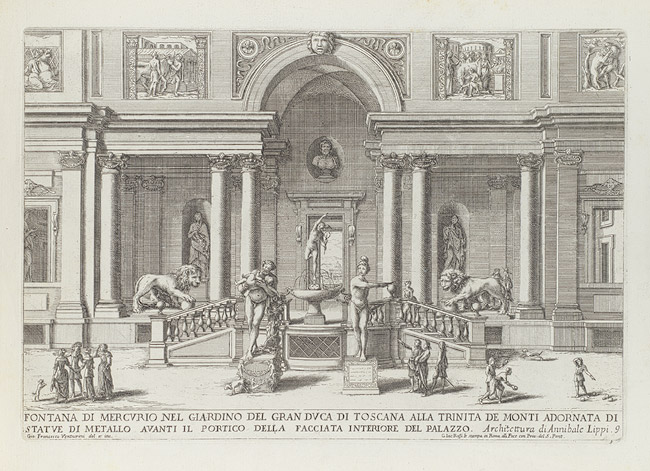
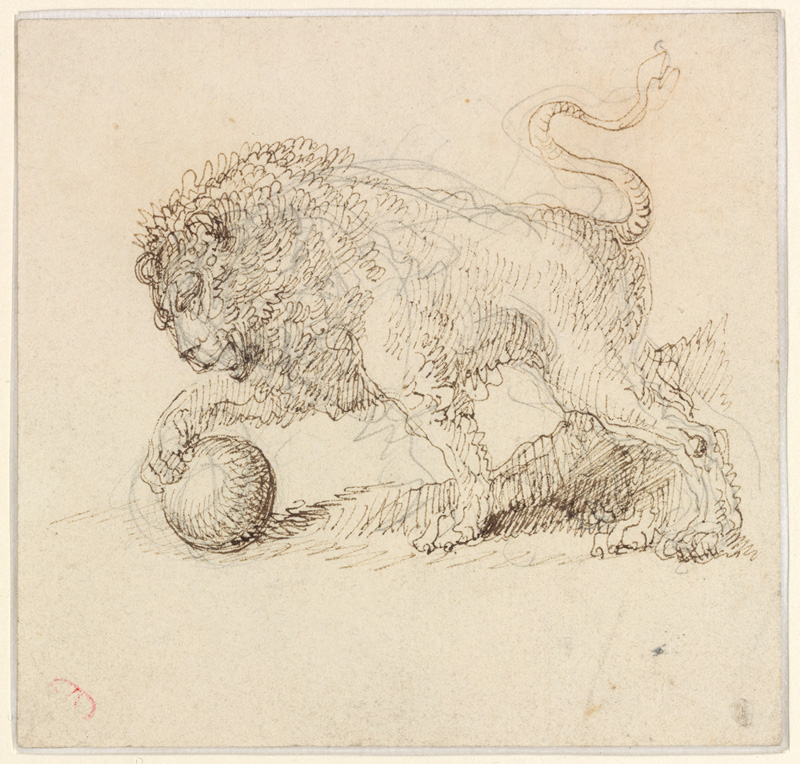
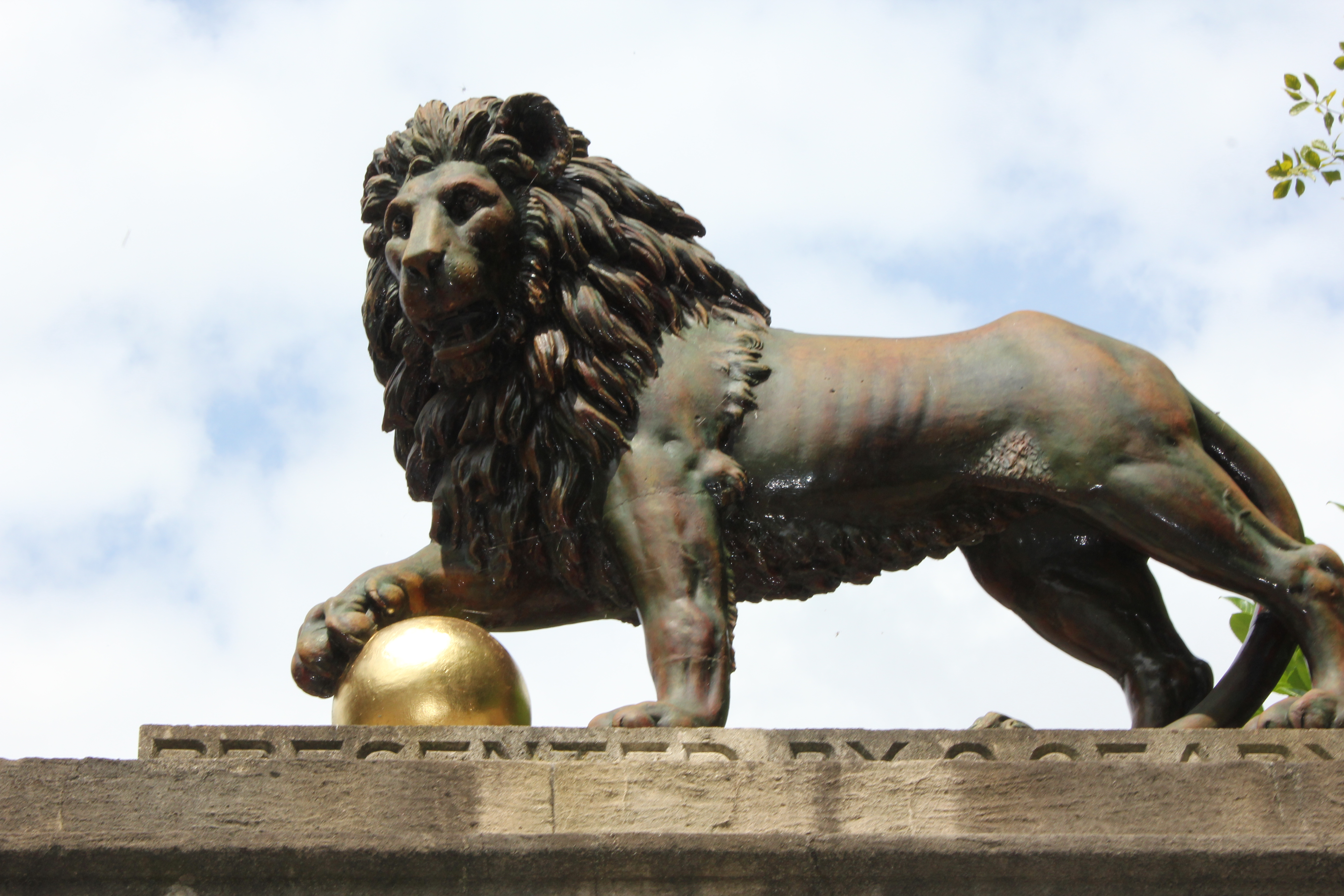
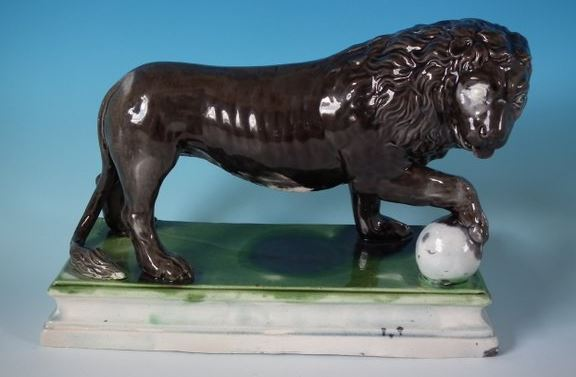
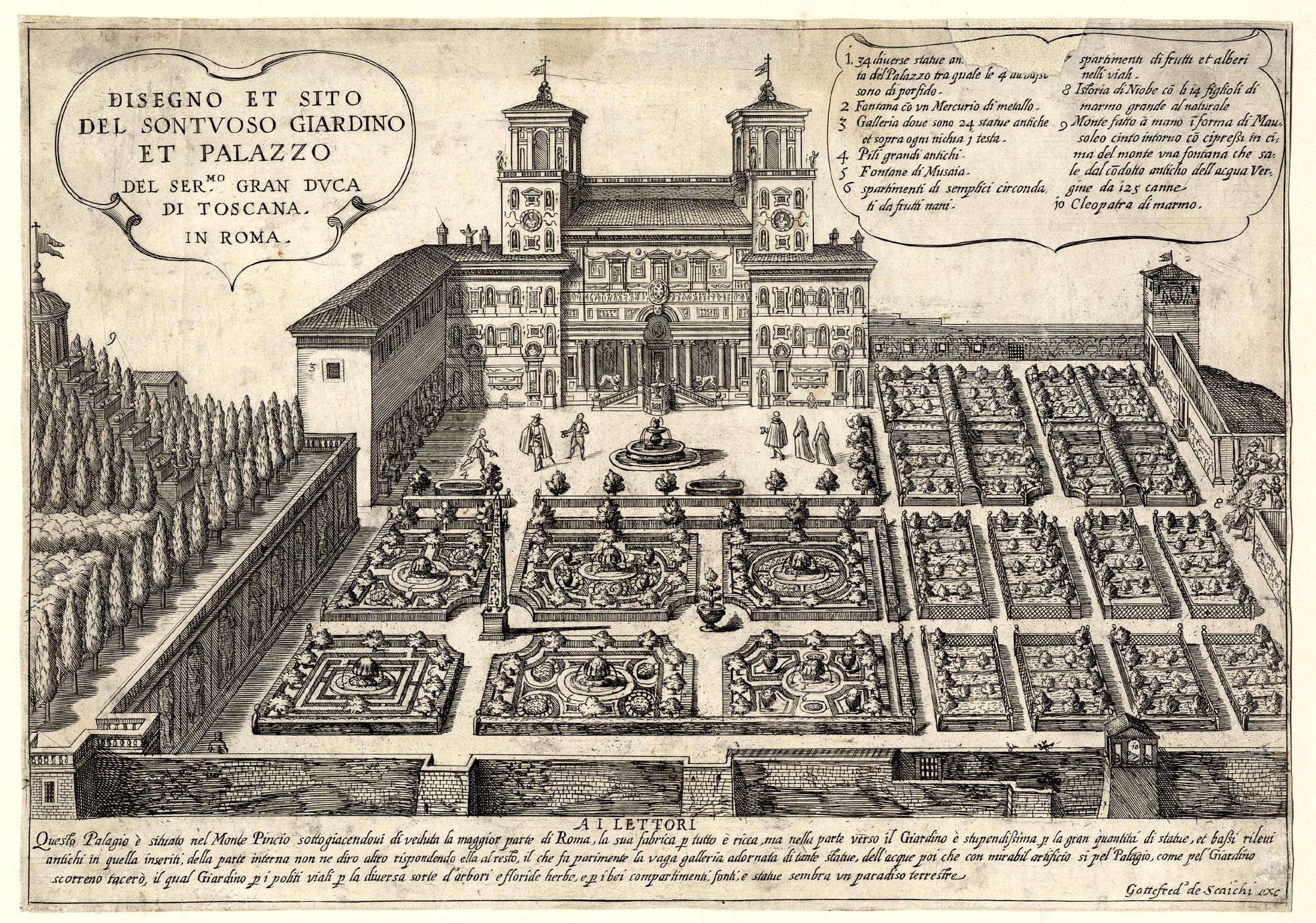
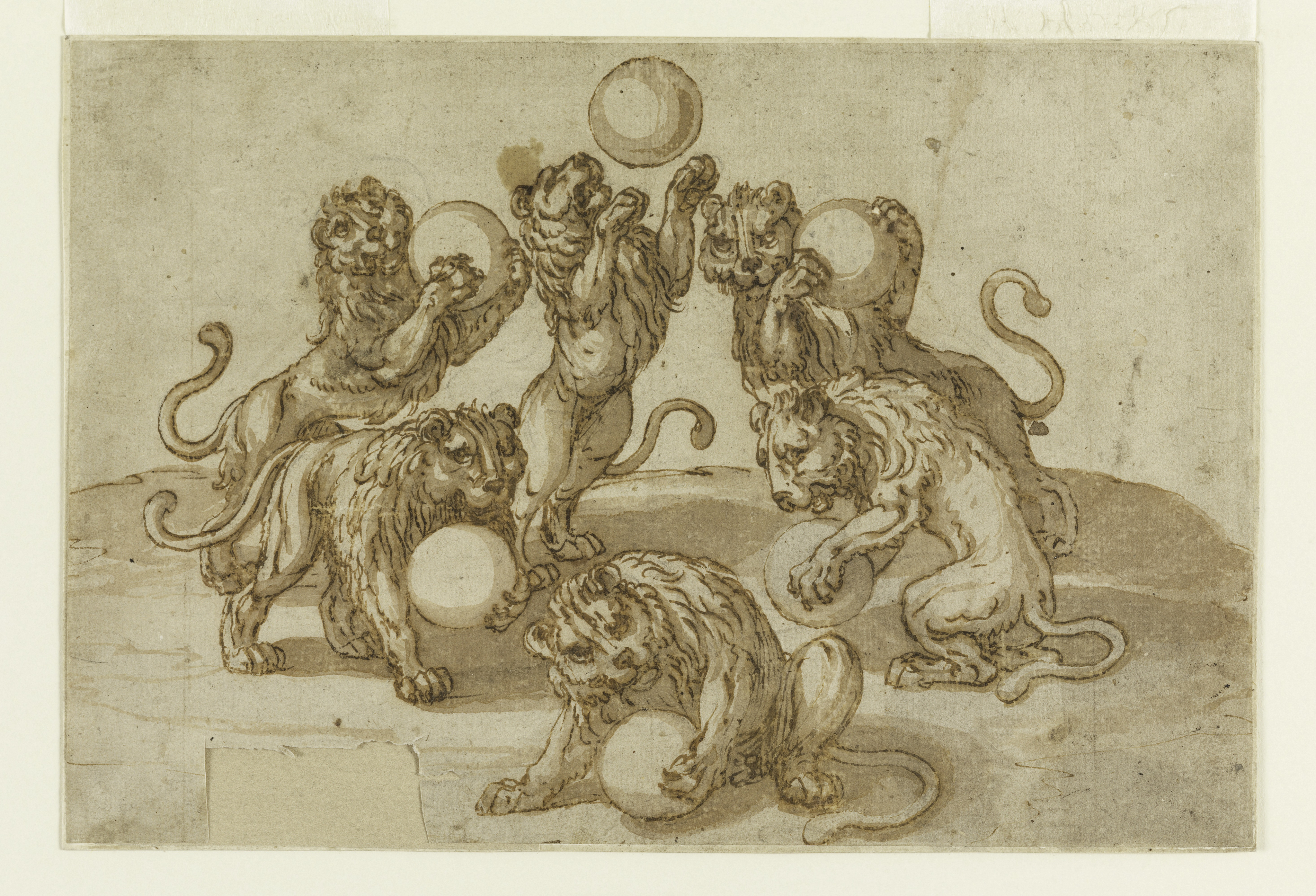
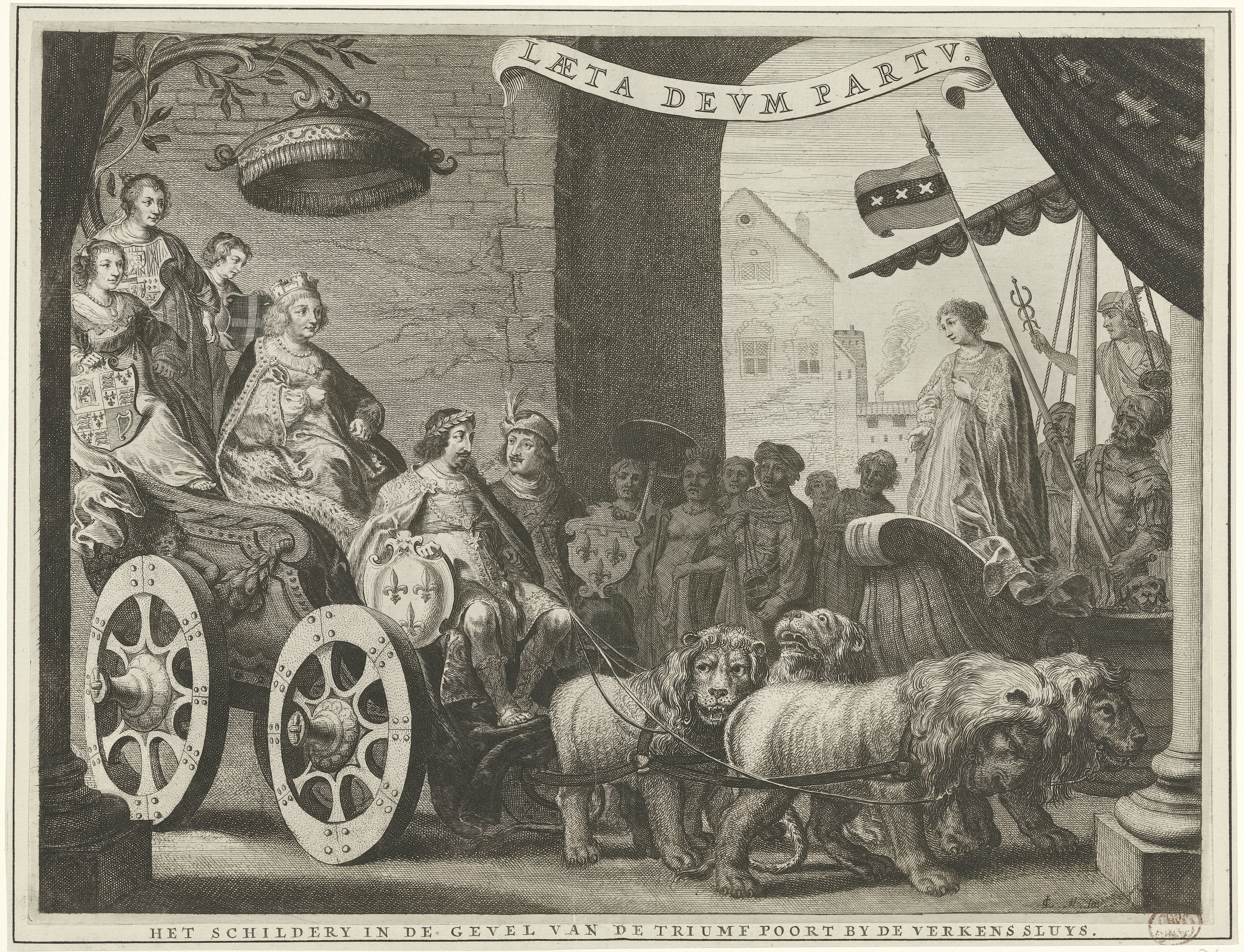
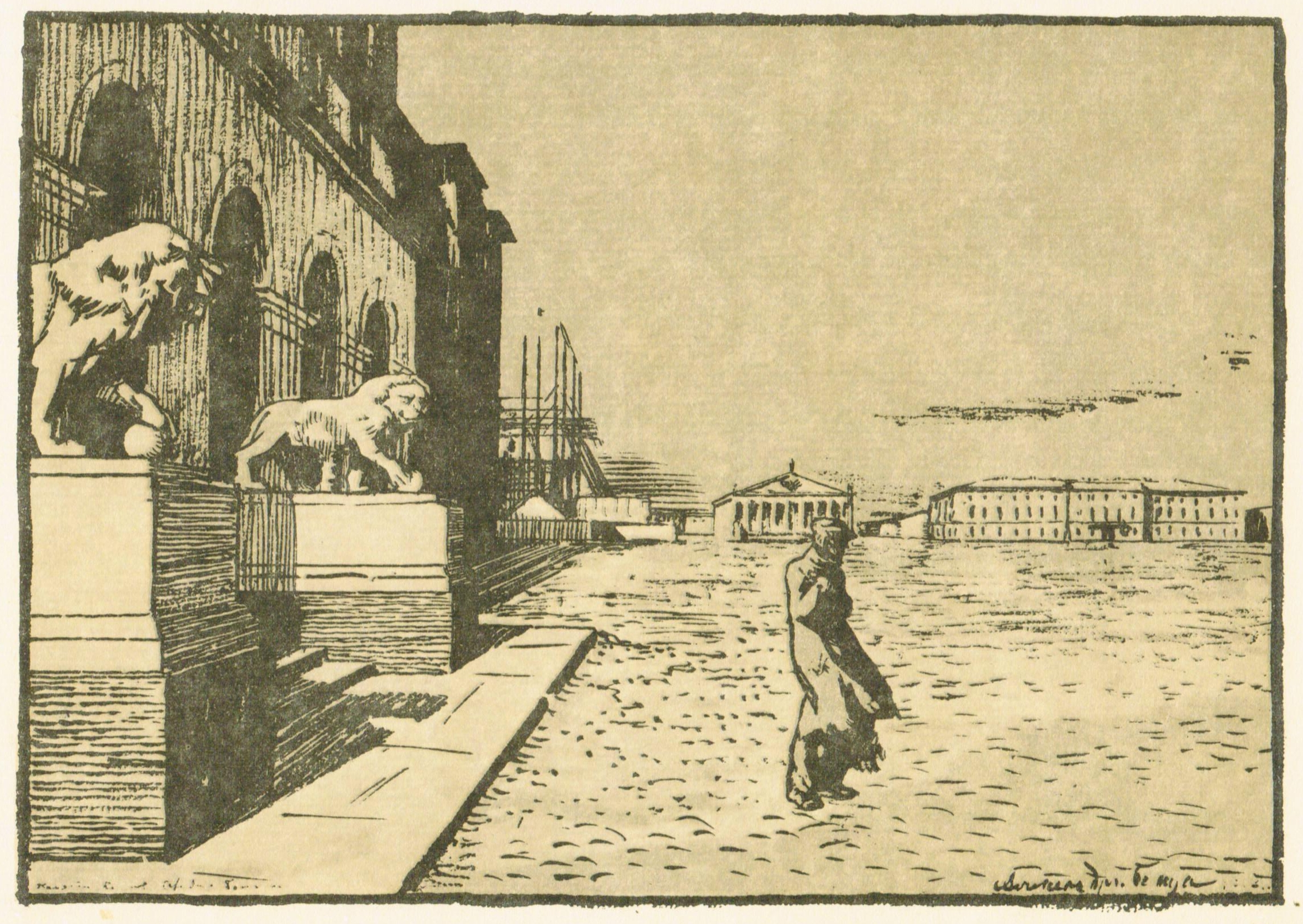
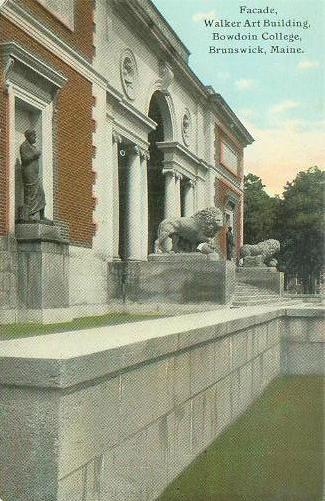